# منشورات غادة السمان
منشورات غادة السمان، هي دار طباعة ونشر وتوزيع عربية، أسستها غادة السمان في عام 1977، ويقع مقرها في بيروت عاصمة لبنان.